# Tixel
Tíxel o tixel (acrónimo del inglés tactile pixel, "píxel táctil") es un neologismo que hace referencia a un tipo de tecnología háptica, capaz de transmitir sensaciones táctiles al usuario a través de una pantalla. Esta técnica permite, entre otras cosas, simular diferentes texturas (papel, arena, etc.) y grados de humedad por medio de vibraciones y campos eléctricos.
Los últimos avances en este tipo de dispositivos multitáctiles de última generación corresponden a la compañía finlandesa Senseg, cuya tecnología E-Sense logra imágenes que reproducen de modo realista sensaciones de textura y relieve al tocarlas. La tecnología E-Sense se basa en aplicar pequeños campos eléctricos a la superficie de la pantalla, que interaccionan con la carga natural presente en la yema de los dedos. Según la Ley de Coulomb, dos cargas se repelen si son del mismo signo, y se atraen si son de signo contrario. Al modular el campo eléctrico a una escala de un píxel, es posible recrear percepciones sensoriales con un alto grado de fidelidad.
La principal ventaja de este nuevo desarrollo con respecto a prototipos similares reside en que prescinde enteramente de la vibración para realimentar las acciones del usuario. La pantalla que utiliza se compone de diminutas células (tíxeles) que inducen corrientes eléctricas de intensidad regulable. Así, al igual que una matriz de píxeles forma una imagen digital, una matriz de tíxeles genera una "textura dinámica", palpable al pasar los dedos por la pantalla. Dicha mejora proporciona al usuario una respuesta más precisa (no hay temblores ni partes móviles) y totalmente silenciosa.
En la actualidad, la empresa Senseg estudia las posibilidades de E-Sense en el mercado de los videojuegos. También se investiga la posible adaptación de esta tecnología a las pantallas planas, una aplicación que podría ser útil en el futuro a personas con discapacidad visual.